# XPInstall
XPInstall（英: Cross-Platform Install、XPI）は Mozilla Firefox、Mozilla Thunderbird、Mozilla Application Suite などの XUL ベースで作成されたアプリケーションへ拡張機能をインストールする技術形式。モジュールはインストールスクリプトなどの設定ファイルやプログラムのデータファイルを含んだZIP形式のファイルで構成される。
Mozilla Firefox 0.7 及び Mozilla Thunderbird 0.5 以降、パッケージはプログラムファイルなどの指定ファイルをプロファイルディレクトリにコピーしたり古いパッケージのファイルを削除するよう指示したインストール情報スクリプトファイル（install.js）を含むようになっている。また、最新の XPInstall では install.js の機能がchrome.manifest と install.rdf へと置き換えられるようになった。
XPI方式のファイルはクライアントにドラッグ・アンド・ドロップするだけで拡張機能インストーラーとして認識され、容易にインストールを行えるようになっているほか、あらかじめ設定を行えばウェブページ上からブラウザ形式のクライアントへ直接インストールを実行出来るようになっている。しかし Firefox 1.0 以降、Mozilla Add-ons などを除きほとんどサイトから提供されるパッケージは初期設定で全てブロックされるようになっており、インストール許可の設定を行わなければウェブページからのインストールを実行できない。このホワイトリスト形式は悪意あるサイトから拡張機能に偽装された不正プログラムのインストールを防止することが目的となっている。